# Fahri Akyol
Fahri Akyol (* 9. März 1990 in Hamburg) ist ein deutsch-türkischer Fußballspieler.

## Karriere
Akyol kam als Sohn türkischer Einwanderer in Hamburg auf die Welt und begann hier in der Jugend von Eintracht Rellingen mit dem Fußballspielen. Nach einer Zwischenstation in der Jugend des SC Egenbüttel wechselte er in die Jugend von Eintracht Norderstedt. Hier wurden die Talentjäger vom Hamburger SV auf ihn aufmerksam und holten ihn in ihre Nachwuchsabteilung.
Zur Winterpause der Saison 2011/12 lag ihm aus der Türkei vom Erstligisten Antalyaspor ein Angebot vor. Akyol nahm es an und wechselte von der 2. Mannschaft des HSV in die Heimat seiner Eltern. Hier spielte er aber in einem halben Jahr nur dreimal für dessen U-21 und ging dann weiter in die TFF 1. Lig zu Bucaspor. Hier kam er bis zur Winterpause zu keinem Einsatz. Erst in der Rückrunde wurde er berücksichtigt und kam als Ergänzungsspieler zu elf Ligaeinsätzen.
Zum Sommer 2013 wechselte er innerhalb der TFF 1. Lig zum Liganeuling Ankaraspor. Bereits zur nächsten Rückrunde verließ er die Hauptstädter Richtung Adanaspor. Mit diesem Verein beendete Akyol die Saison 2015/17 als Zweitligameister und stieg damit in die Süper Lig auf. An dem ersten Erstligaaufstieg seiner Karriere war er mit 15 Ligaspieleinsätzen beteiligt. Nach dem Aufstieg wurde sein Vertrag nach gegenseitigem Einvernehmen aufgelöst und er an den Istanbuler Drittligisten Sarıyer SK abgegeben.
In der Wintertransferperiode 2016/17 wechselte er zum Zweitligisten Manisaspor, wo er ein Jahr Stammspieler war. Dann wechselte er zum Drittligisten Fethiyespor, wo er ebenfalls die meisten Spiele auf dem Platz stand. Wiederum ein Jahr später wechselte Akyol zurück nach Deutschland, zu Eintracht Norderstedt, wo er sich in seinem ersten Spiel einen Kreuzbandriss zuzog und bis zum Oktober 2020 ausfiel.

## Erfolge
Mit Adanaspor
- Meister der TFF 1. Lig und Aufstieg in die Süper Lig: 2015/16